# Gare de Tazawako
La gare de Tazawako (田沢湖駅, Tazawako-eki) est une gare ferroviaire de la ville de Semboku, dans la préfecture d'Akita au Japon.  Elle est exploitée par la compagnie JR East.

## Situation ferroviaire
La gare est située au point kilométrique (PK) 40,1 des lignes Shinkansen Akita et Tazawako.

## Histoire
La gare est inaugurée le 31 août 1923. Elle s'est appelée gare d'Obonai jusqu'en 1966. 
Depuis le 22 mars 1997, elle est desservie par la ligne Shinkansen Akita. À cette occasion, la gare a été entièrement reconstruite selon les plans de l'architecte Shigeru Ban.

## Service des voyageurs

### Accueil
La gare dispose d'un bâtiment voyageurs, avec guichets, ouvert tous les jours.

### Desserte
- Ligne Shinkansen Akita :
  - voie 1 : direction Akita
  - voie 2 : direction Morioka et Tokyo
- Ligne Tazawako
  - voies 1 et 2 : direction Ōmagari
  - voies 1 à 3 : direction Morioka